# Titus Crow
Titus Crow är en fiktiv person som har huvudrollen i Brian Lumleys skräckserie med samma namn.
Böckerna om Titus Crow baseras på H. P. Lovecrafts litterära verk om Cthulhu-mytologin. De skiljer sig dock från de traditionella Cthulhu-mytologiska berättelserna, där huvudpersonerna vanligtvis är hjälplösa offer för de horribla och kosmiska krafterna. I Lumleys böcker konfronterar protagonisterna istället monstren och försöker slå tillbaka dem i storskaliga möten.

## Titus Crow-samlingen
Lumleys skräckserie med Titus Crow består för närvarande av följande böcker (alla på engelska):
- The Burrowers Beneath (1974), ISBN 0-312-86867-7
- The Transition of Titus Crow (1975), ISBN 0-312-86299-7
- The Clock of Dreams (1978), ISBN 0-312-86868-5
- Spawn of the Winds (1978), ISBN 0-515-04571-3
- In the Moons of Borea (1979), ISBN 0-312-86866-9
- Elysia (1989), ISBN 0-932445-32-2